# Caldimonas
Caldimonas es un género de bacterias gramnegativas de la familia Comamonadaceae. Fue descrito en el año 2002. Su etimología hace referencia a mónada y calor. Son bacterias aerobias y móviles por flagelo polar. Se encuentran en el agua de fuentes termales. Actualmente consta de dos especies: Caldimonas manganoxidans y Caldimonas taiwanensis. 